# Espatarocubiculário
Espatarocubiculário (em grego: σπαθαροκουβικουλάριος; romaniz.: spatharokoubikoulários; lit. "espada de camareiro") foi uma dignidade cortesã bizantina reservada aos oficiais palacianos eunucos. Foi um portador de espada cerimonial atribuído à guarda pessoal do imperador bizantino. Mais tarde tornou-se um simples posto cortesão, sendo a terceira mais baixa dignidade para eunucos, vindo depois de ostiário e antes de cubiculário. Segundo o Cletorológio de 899, a insígnia do posto era uma espada com cabo de ouro.